# Johannes Knubel
Pour les articles homonymes, voir Knubel.

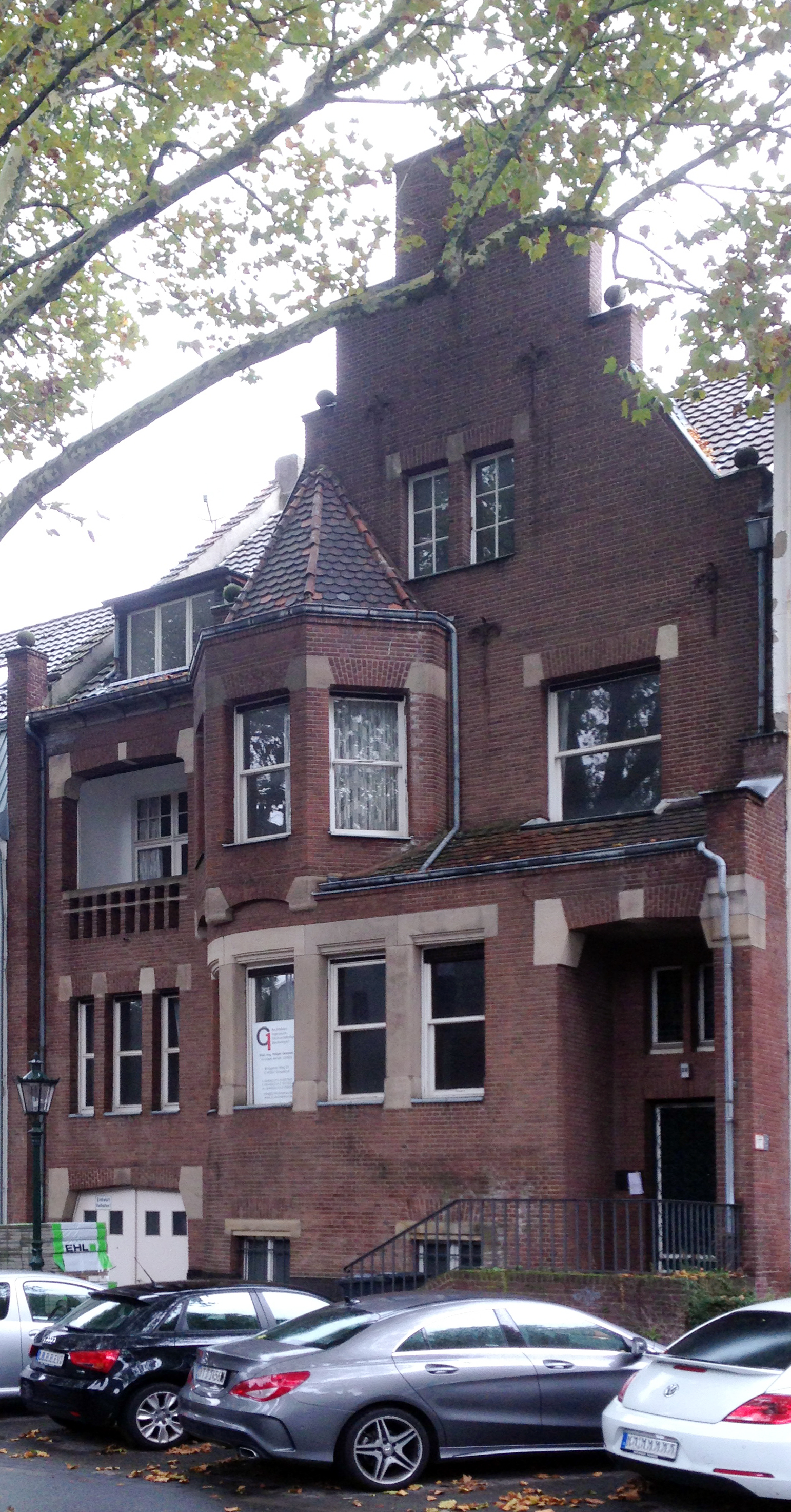
La maison de Knubel à Düsseldorf-Oberkassel

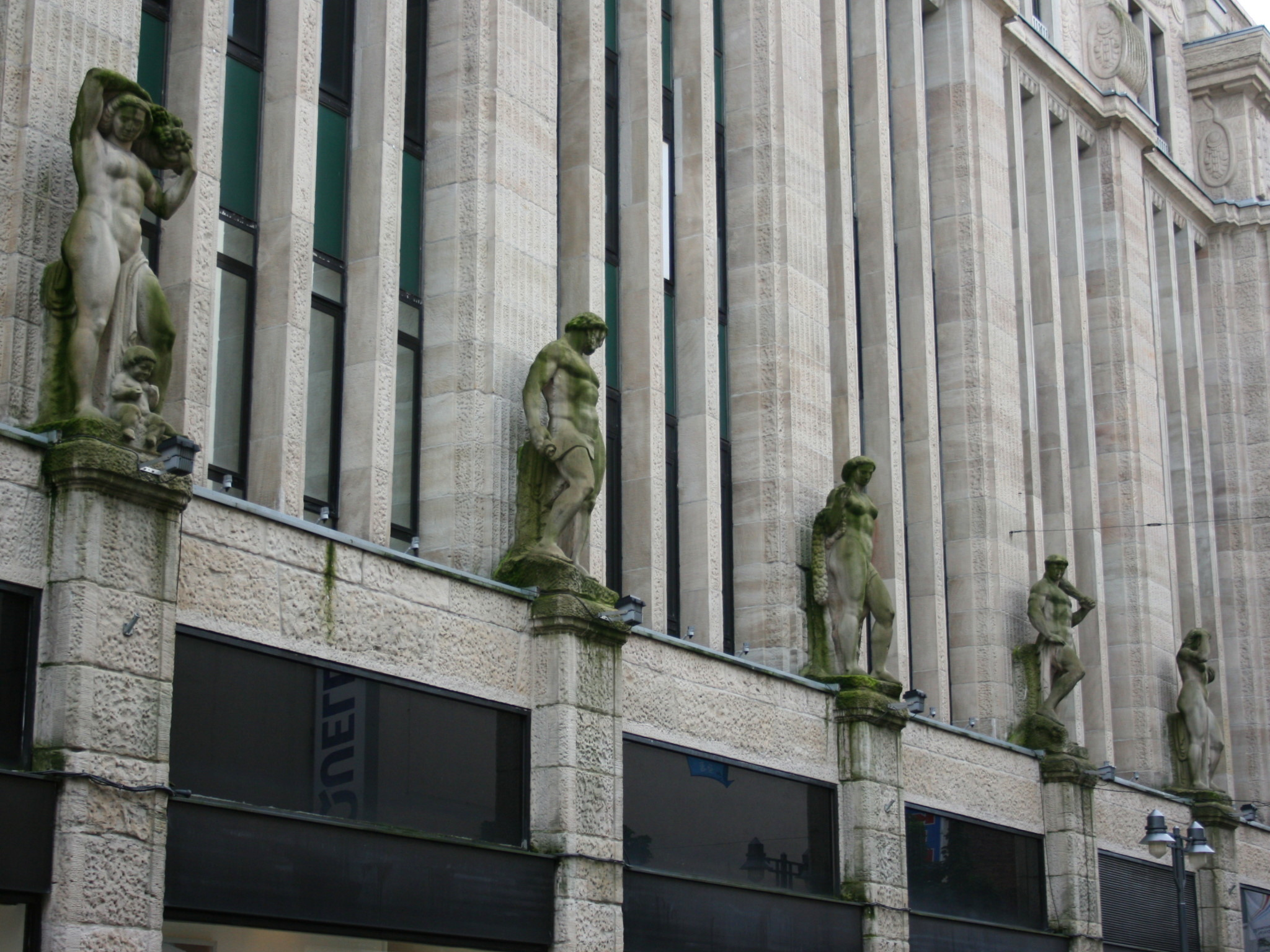
Façade de Wuppertal-Elberfeld

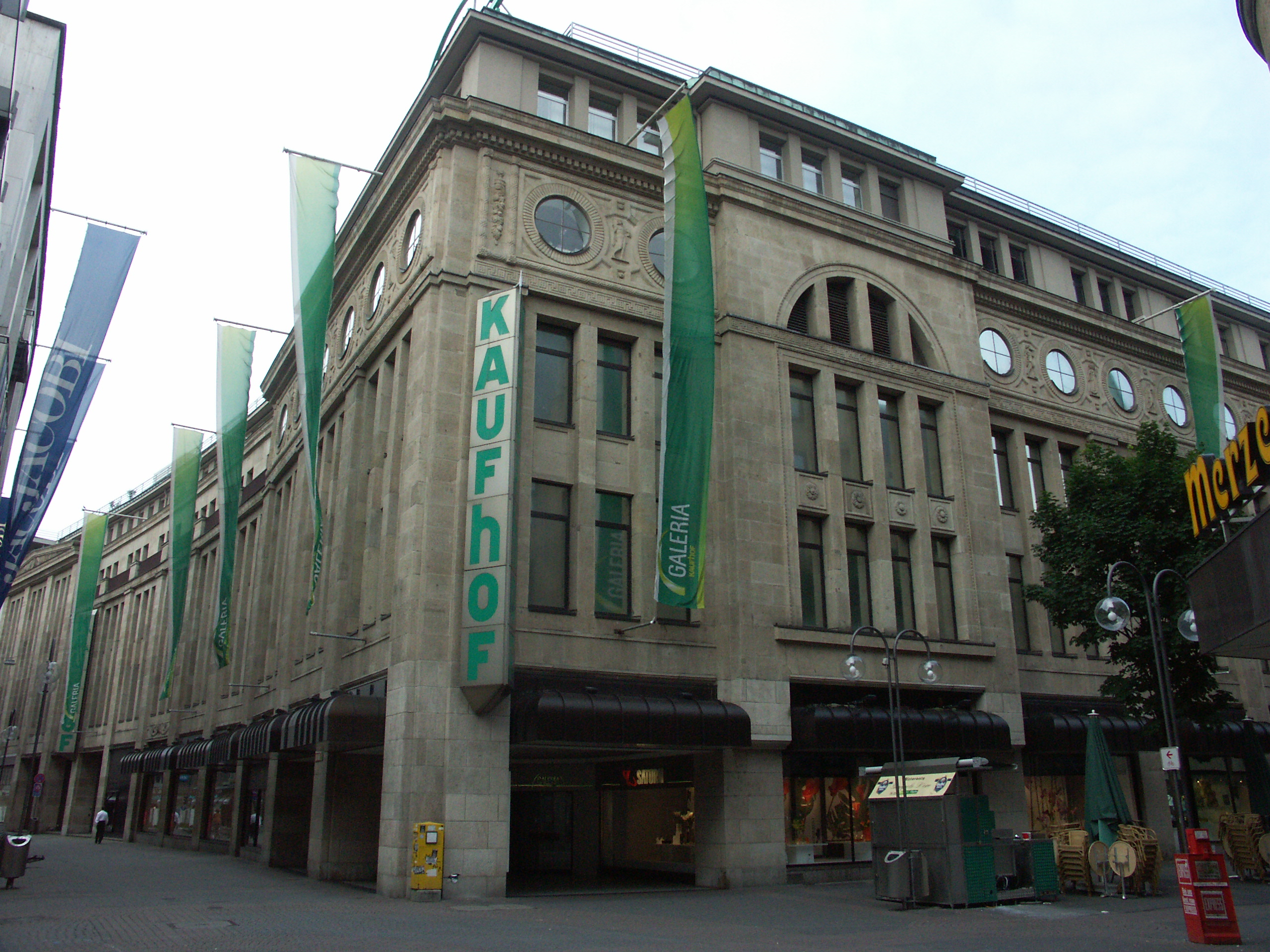
Façade aux décorations sculpturales de Knubel à Cologne

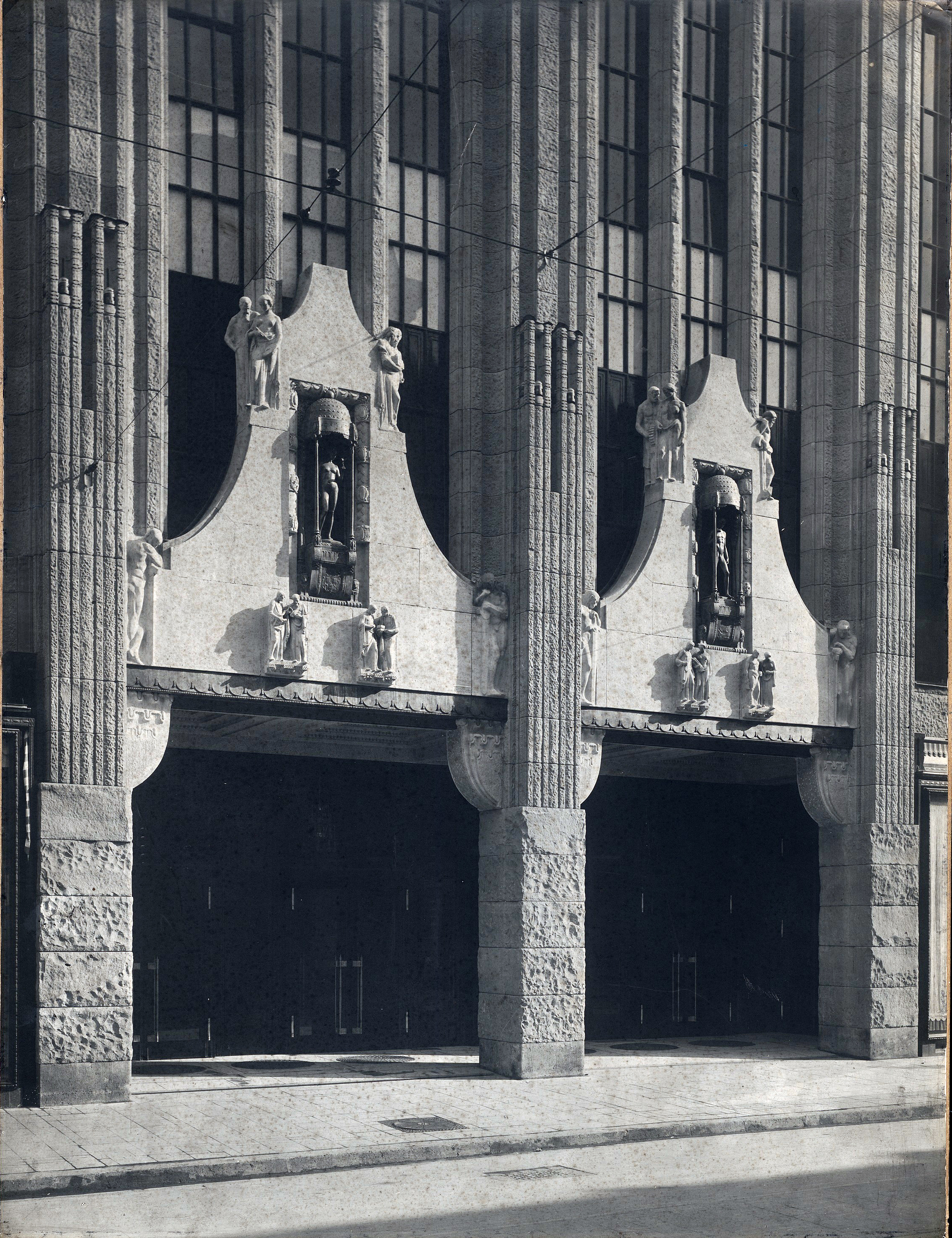
Portail principal du grand magasin Tietz, Düsseldorf (photo 1913)

Johannes Knubel (né le 6 mars 1877 à Münster et mort le 3 juillet 1949 à Düsseldorf) était un sculpteur allemand connu principalement pour son travail sur diverses façades de grands magasins à Düsseldorf (1909), Elberfeld (de) (1912) et Cologne (de) (1914).

## Biographie
Johannes Knubel est l'un des neuf enfants d'un cheminot. Deux de ses frères sont Bernard (de), cycliste et participant aux premiers Jeux Olympiques modernes à Athènes en 1896, et Anton (de), de 20 ans son aîné, également cycliste et plus tard pionnier de l'aviation,.
Knubel reçoit sa formation à Berlin, Breslau et Munich. Il voyage en Italie et s'installe à Düsseldorf vers 1900. À Düsseldorf, il crée principalement des sculptures architecturales et entretient une étroite collaboration avec des architectes de renom tels que Joseph Maria Olbrich et Wilhelm Kreis. Comme Kreis, Johannes Knubel enseigne à l'école des arts appliqués de Düsseldorf (de), qui est transférée à l'Académie des beaux-arts de Düsseldorf en 1919 et il y travaille comme professeur à partir de 1920. Cette collaboration aboutit, entre autres, à son travail sculptural sur les grands magasins de Leonhard Tietz, dont la maison de la Heinrich-Heine-Allee
En 1905-1906, il fait construire pour lui et sa famille une maison sur la propriété de la Wildenbruchstrasse 28 à Düsseldorf-Oberkassel par les architectes de Düsseldorf Rudolf Wilhelm Verheyen (de) et Julius Stobbe (de), qui est classée monument historique depuis 1988. Il y a un puits de lumière dans lequel Knubel utilise une poulie pour transporter les blocs de pierre de son atelier dans la cour (aujourd'hui no 28a) jusqu'à l'atelier mansardé,
De 1907 à 1941, Knubel est représenté aux grandes expositions d'art de Düsseldorf, Vienne, Munich, Berlin et Dresde avec de nombreux portraits et sculptures animalières ainsi que principalement des nus féminins. Il a une influence décisive sur le paysage urbain de Düsseldorf à travers ses sculptures ; la plus célèbre est la Pallas Athénée dorée. Elle se trouvait autrefois juste en face de la Salle de concert et est démontée par les nationaux-socialistes en 1933 comme « dégénéré ». Aujourd'hui, la Pallas Athénée se trouve sur la Hofgartenrampe, l'allée menant au pont d'Oberkassel, avec vue sur l'Académie des Beaux-Arts de Düsseldorf.
Knubel était est de l'association des artistes de Malkasten et se produit, entre autres, dans des spectacles de cabaret, en 1929 avec le Morphium Club, avec Rudolf Brüning (de), Max Clarenbach, Richard Gessner (de), Werner Peiner (de), Wilhelm Schmurr et Hans Seyppel (de)
À l'automne 1915, Knubel créé une statue en bois du lion de Berg (de), qui est érigée sur la Graf-Adolf-Platz (de) comme « monument de guerre ». Contre rémunération, les citoyens peuvent enfoncer un clou et ainsi exprimer leur solidarité avec le Reich allemand et ses soldats (clouage de guerre (de)). En 1934, le lion, qui a été durement touché par les intempéries, est démoli et Knubel en créé un nouveau en 1937. La sculpture rénovée est gravement endommagée pendant la Seconde Guerre mondiale et est ensuite retirée. Le masque à tête en métal moulé du lion original et la tête du second se trouvent au musée de la ville de Düsseldorf,,
En 1932, il reçoit le troisième prix au concours pour un monument à Heinrich-Heine de Düsseldorf (de).
Johannes Knubel est membre du conseil d'administration de l'exposition d'art allemande de Düsseldorf à partir de 1926 et devient président du groupe de travail du Bas-Rhin et du pays de Berg de l'Association des travailleurs allemands en 1933. À ce titre, le 27 avril 1933, il soumet un mémorandum à l'homme politique culturel nazi Hans Hinkel sur la réorganisation de l'Association

## Œuvres
- 1900 : quatre poteaux d'escalier en grès pour le temple de la renommée (de) de (Wuppertal-)Barmen[1]
- 1905 : Sculpture en grès « Singe » depuis 1953 au jardin zoologique de Düsseldorf[12]
- 1908 : Masque mortuaire de Joseph Maria Olbrich[13]
- 1910 : Projet de concours pour un monument national Bismarck sur l'Elisenhöhe près de Bingerbrück (non attribué)[14]
- 1909 : Décoration sculpturale de la façade du grand magasin Tietz à Düsseldorf[15]
- 1912 : Décoration sculpturale de la façade du grand magasin Tietz à Elberfeld (de)[1]
- 1913 : Sculpture (femme assise) sur la façade du grand magasin Tietz à Chemnitz (de)[16]
- 1914 : Décoration sculpturale de la façade du grand magasin Tietz à Cologne (de)
- 1915 : Sculpture en bois Bergischer Löwe à Düsseldorf, Königsallee (démolie en mars 1934)
- 1921 : Soulagement au grand magasin Alsberg (de) à Bochum[17]
- 1923 : Six groupes de figures en pierre sur le portail du grand magasin Alsberg à Dresde (de)[18]
- 1926 : Statue en bronze doré « Pallas Athénée » à la Salle de concert, Düsseldorf-Pempelfort[19]
- 1927 : Mémorial à la mémoire des morts de la Première Guerre mondiale à l'école normale de Siegburg, au cimetière du Nord de Siegburg[20]
- 1927 : Monument au Lion (de) à Bad Honnef en mémoire des morts de la Première Guerre mondiale dans le 8e régiment d'artillerie à pied
- 1930 et 1932 : Bustes de Gustav et Hermine Nahrhaft dans le mausolée de la famille Nahrhaft au cimetière du Nord de Düsseldorf, champ 50[21]
- 1931 : Relief à l'entrée principale de la Maison Shell à Hambourg (architecte : Rudolf Brüning (de))[22]
- 1935 : Relief en pierre « Lanceur de foudre » à la poste principale de Wuppertal-Elberfeld, Morianstrasse[1]
- 1936 : Deux reliefs en pierre à l'entrée principale de l'ancien. Bâtiment administratif de Karstadt Fehrbelliner Platz (de) 1 à Berlin-Wilmersdorf
- 1937 : Sculpture en bois Lion de Berg à Düsseldorf, Königsallee (remplacement du lion démoli en 1934 ; retiré en 1942 après les dégâts causés par les bombes)
- 1937 : Sculpture en pierre calcaire « L'Assis » au parc du Nord de Düsseldorf (de), dans le cadre de l'exposition des créateurs du Reich (de)[23]
- 1940 : Figure masculine en calcaire coquillier sur le terrain de la caserne Diedenhofen (de) à Wuppertal. Aujourd'hui, cette statue se trouve sur le terrain de la Caserne bergeoise de Düsseldorf (elle est légèrement endommagée et inscrite comme monument sur la liste des monuments de Wuppertal no 1358)[24]
- vers 1947 : Sculpture « Pleureuses » en marbre blanc, sur la tombe d'Oppenhorst, cimetière du Nord de Düsseldorf

## Galerie

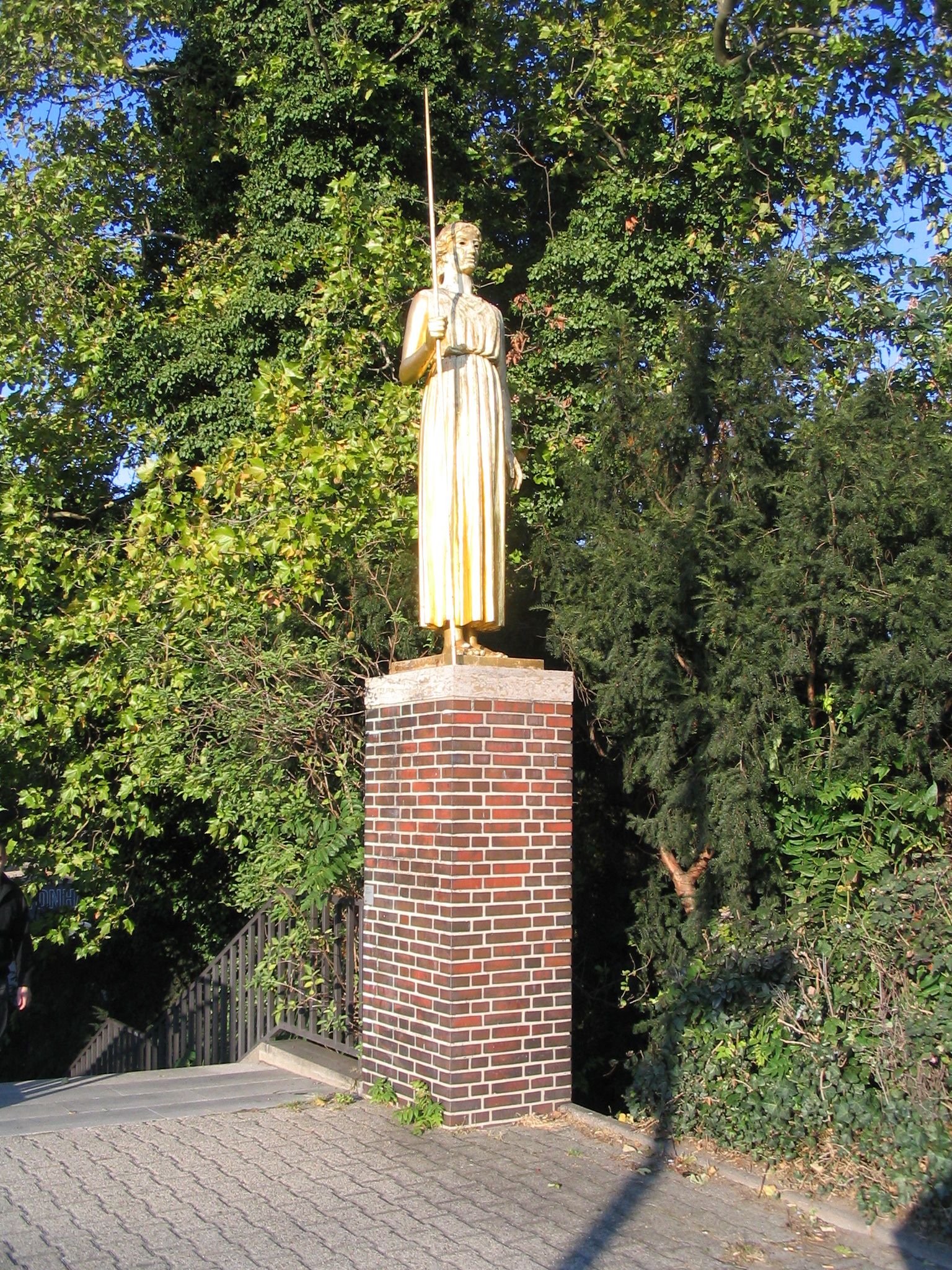
Pallas Athéna de Johannes Knubel à Düsseldorf
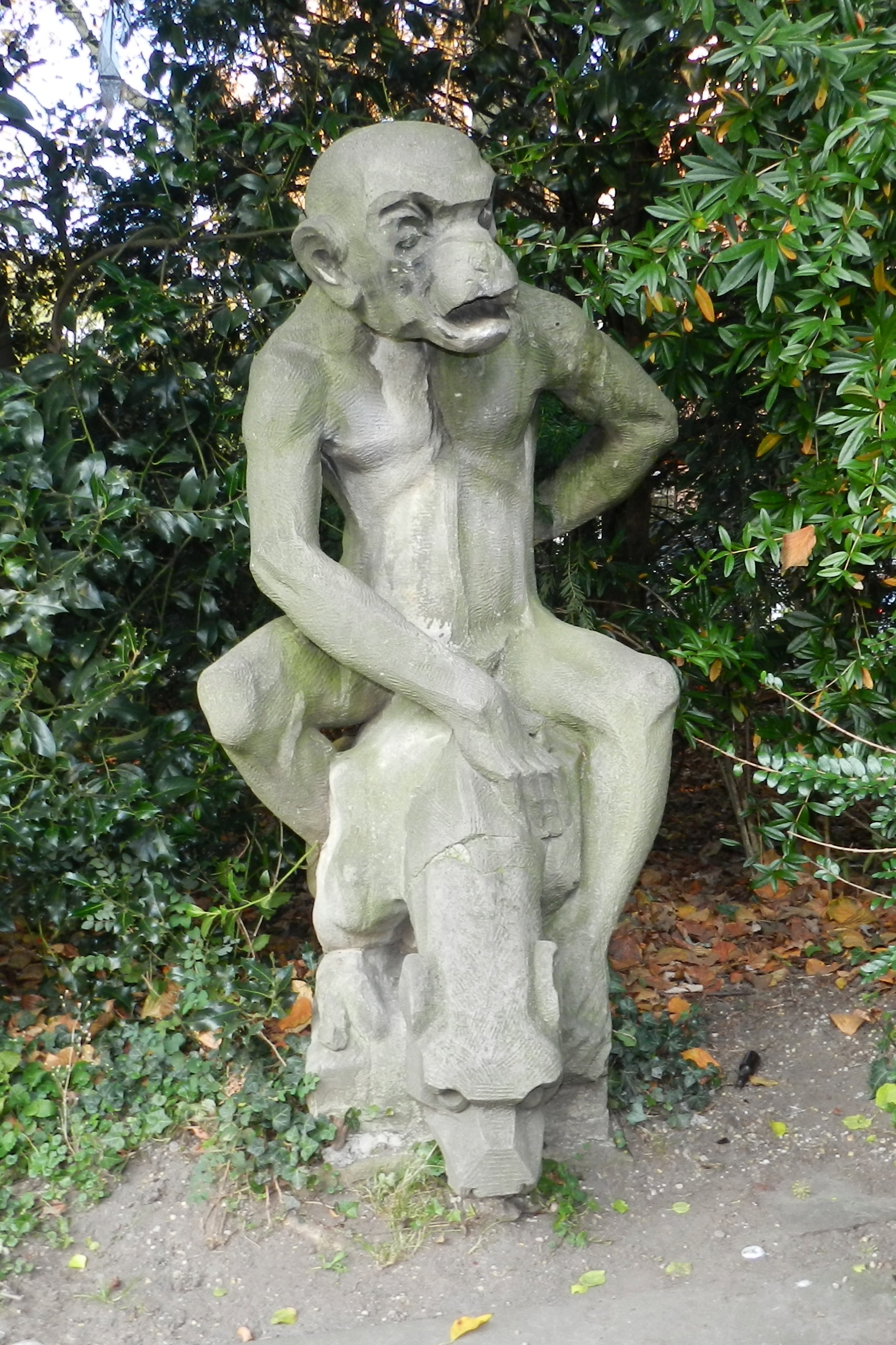
Singe de grès au zoo de Düsseldorf
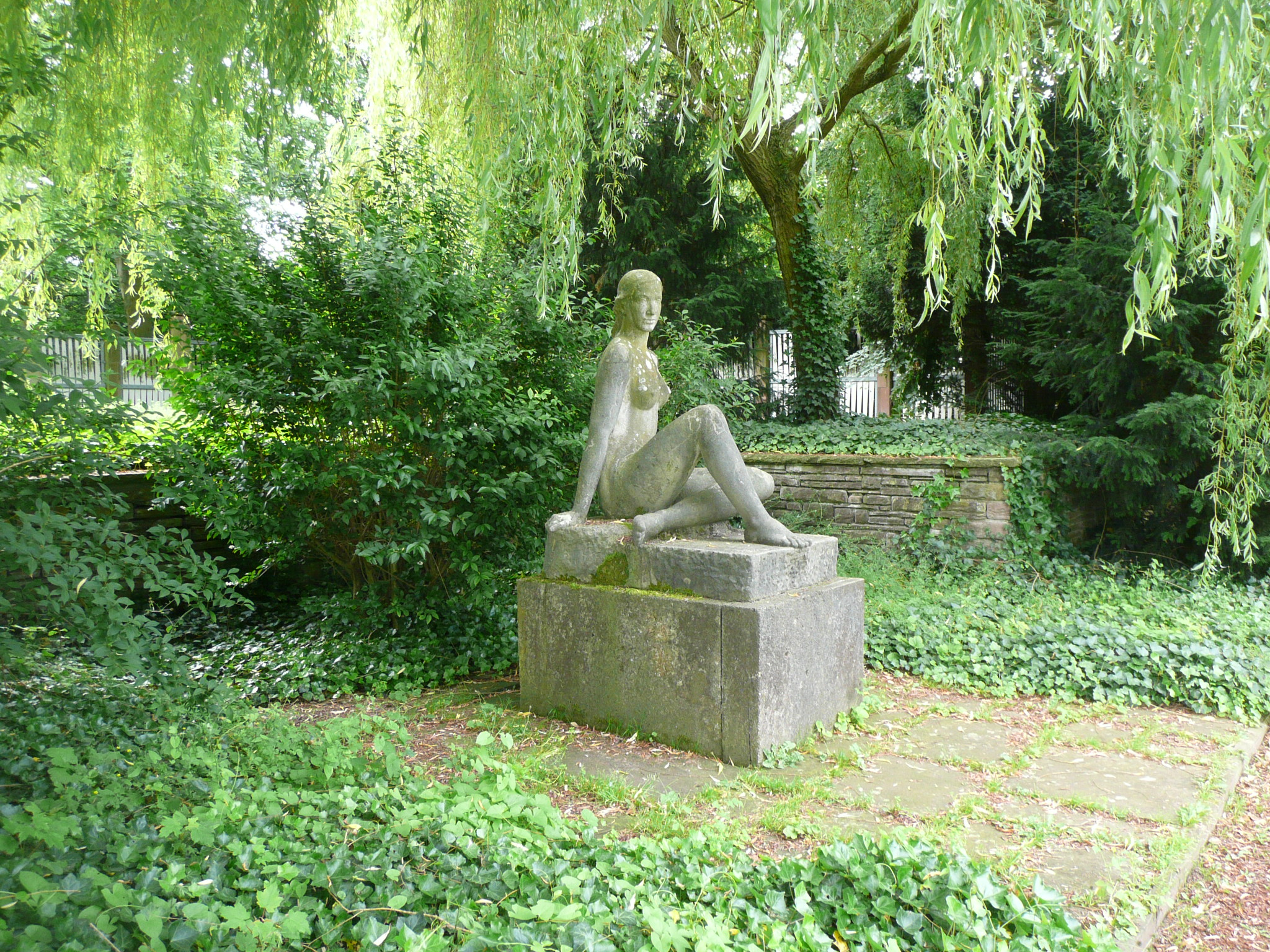
« Celui qui est assis » pour l'exposition des créateurs du Reich (de) au parc du Nord de Düsseldorf (de)
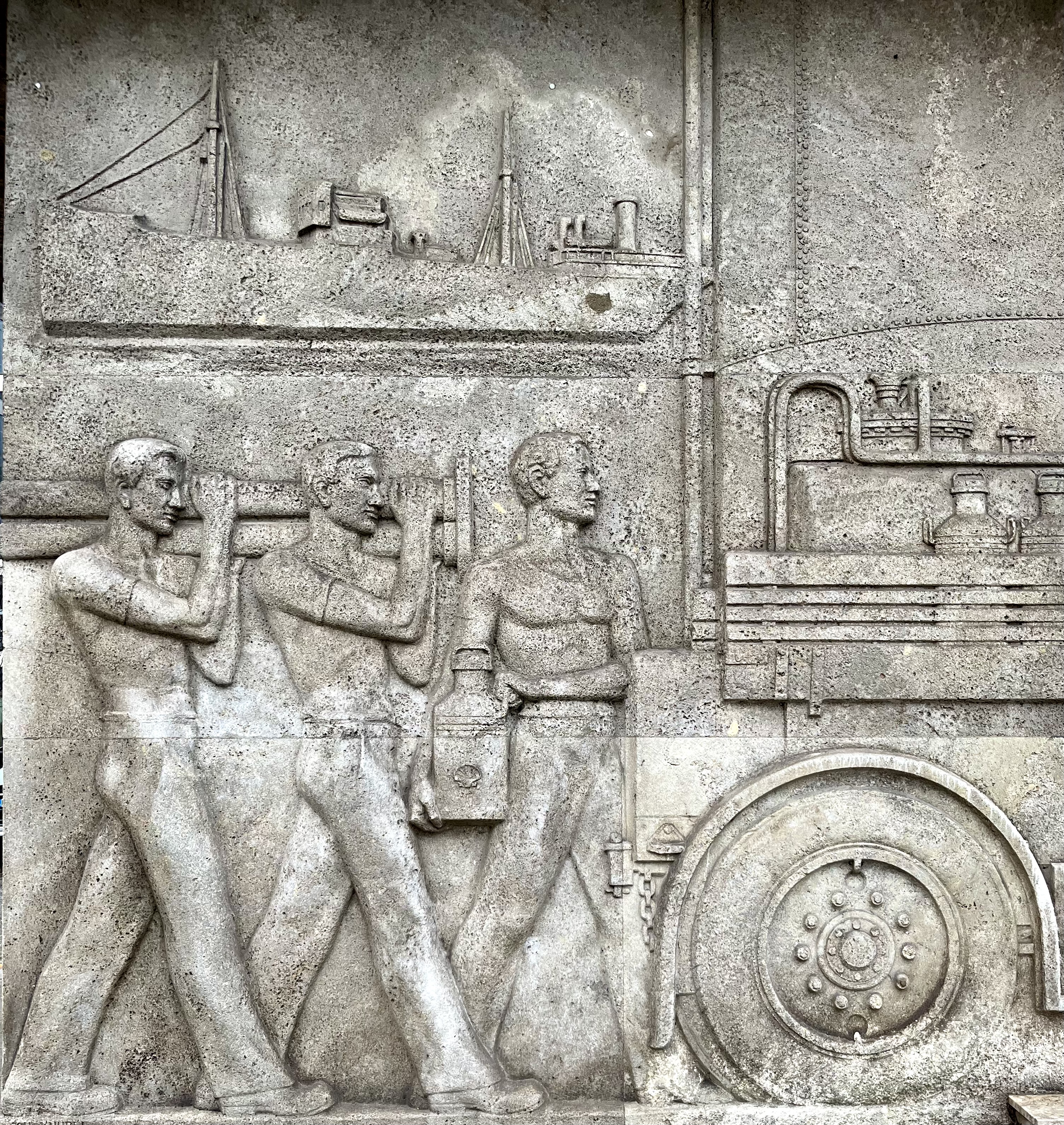
Relief sur l'ancienne Maison Shell à Alsterufer 4-5 à Hambourg
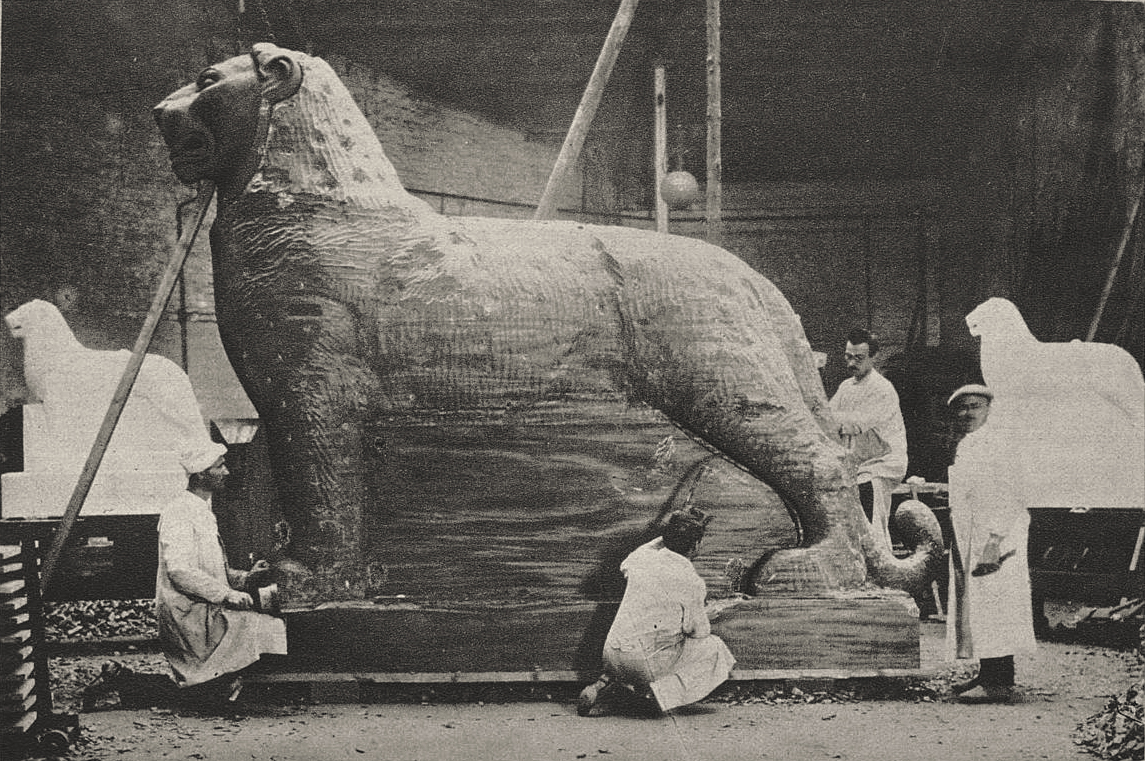
Au travail sur l'emblème de guerre de Düsseldorf, le lion de Berg (de). État avancé de l'élaboration en bois. Photo Julius Söhn (de) (1915)